# Hatohobei
Hatohobei – miejscowość w Palau, w stanie Hatohobei, położona na zachodnim wybrzeżu wyspy Tobi. 
Jest jedynym stale zamieszkiwanym osiedlem ludzkim na wyspie Tobi, a jednocześnie w całym stanie Hatohobei. Według danych z 2012 roku, wyspę zamieszkiwało na stałe 10 osób w pięciu gospodarstwach domowych. W Hatohobei znajduje się wybudowany w latach trzydziestych, obecnie mocno zniszczony, katolicki kościół Góry Karmel.